# Ezra Ichilow
Ezra Ichilow (hebr.: עזרא איכילוב, ang.: Ezra Ichilov, ur. 10 czerwca 1907 w Petach Tikwie, zm. 25 czerwca 1961) – izraelski polityk, w latach 1951–1961 poseł do Knesetu z listy Ogólnych Syjonistów.
W wyborach parlamentarnych w 1951 po raz pierwszy dostał się do izraelskiego parlamentu. Zasiadał w Knesetach II, III i IV kadencji. Zmarł 25 czerwca 1961, na krótko przed kolejnymi wyborami.